# Nombre de Görtler
Le nombre de Görtler est un nombre sans dimension qui permet de comparer les effets de la courbure à ceux du frottement visqueux. Il porte le nom du mathématicien allemand Henry Görtler.
Le nombre de Görtler est utilisé en mécanique des fluides pour prévoir l'apparition de tourbillons de Görtler dans une couche limite sur paroi concave. On le définit par :
{\displaystyle G=\mathrm {Re} \left({\frac {L}{R_{\mathrm {c} }}}\right)^{1/2}}
où :
Re est le nombre de Reynolds,
L une longueur caractéristique du problème,
et {\displaystyle R_{\mathrm {c} }} le rayon de courbure de la paroi.
Dans le cas d'un écoulement de Blasius on prend :
{\displaystyle L={\sqrt {\frac {\nu \,x}{U_{\infty }}}}}
où :
{\displaystyle \nu } est la viscosité cinématique,
{\displaystyle x} la distance à l'origine de la couche limite,
et {\displaystyle U_{\infty }} la vitesse hors de la couche limite.